# Efrén Herrera
Efrén Herrera (nacido el 30 de julio de 1951 en Guadalajara, Jalisco, México) es un exjugador de fútbol americano en la National Football League de 1974 a 1982.  
Después de su carrera universitaria con los UCLA Bruins, Herrera fue seleccionado por los Leones de Detroit en el Draft de la NFL de 1974 y posteriormente contratado como pateador por los Dallas Cowboys en la temporada de 1974. No jugó en la temporada de 1975 por lesión. 
En 1976 fue líder de la liga en porcentaje de Goles de Campo anotados, junto con Rich Szaro, con 78.261.
En 1977 fue líder de la liga en Puntos Extras anotados, junto con Errol Mann, con 39, fue seleccionado al Pro Bowl y formó parte del equipo de los Cowboys que ganó el Super Bowl XII contra los Denver Broncos. En ese partido, Herrera anotó 2 goles de campo y 3 puntos extra. 
Después de 1977, jugó con los Seattle Seahawks de 1978 a 1981, y con los Buffalo Bills en 1982. En 1984 firmó con los Oklahoma Outlaws de la USFL.

## Inicios
A los 15 años, la familia de Herrera se mudó a los Estados Unidos de Guadalajara, México. Asistió a La Puente High School practicando el futbol soccer sin conocimiento acerca del futbol, siendo visto cuando pateó una pelota de basquetbol de una portería de futbol. Posteriormente se unió al equipo de futbol jugando como pateador o safety. También practicaría el beisbol, lucha libre y pista.

## Carrera colegial
Herrera aceptó una beca escolar para el futbol con la UCLA donde fue pateador para el equipo de futbol y jugador de medio campo para el equipo de futbol soccer.
En 1971, Herrera se convirtió en titular y contra la Universidad de Washington, hizo el récord de más goles de campo realizados en un juego. En el juego inaugural de la temporada de 1972, anotó el gol de campo para ganar el partido con 20 segundos en el reloj en un 20-17 arriba y defendiendo al campeón nacional Nebraska. En 1973, rompió el PAT escolar asistiendo 64 y anotando 61 siendo esto un récord. En 1974 fue líder de la nación en anotaciones con 84 puntos.
Durante su carrera, el equipo de futbol de UCLA Bruins finalizó entre los líders de la nación en anotaciones, con la ayuda de él, dejando la escuela y su carrera de NCAA como líder en anotaciones con 368 puntos de 1971 a 1974. También tuvo 7 récords en su carrera incluido PATs asistiendo en 127 y haciendo 121.
El equipo de futbol soccer también estuvo en las finales de NCAA en 1972 y 1973 cuando era jugador y siendo derrotados en ambas ocasiones por Saint Louis.

## Estadísticas
| Temporada | Equipo           | JJ  | Puntos | GC blq | GC +lar | GC int | GC bue | Pct  | P E int | P E bue | Pct   | PE blq |
| --------- | ---------------- | --- | ------ | ------ | ------- | ------ | ------ | ---- | ------- | ------- | ----- | ------ |
| 1982      | Buffalo Bills    | 7   | 35     | 0      | 49      | 14     | 8      | 57.1 | 12      | 11      | 91.7  | 0      |
| 1981      | Seattle Seahawks | 12  | 59     | 0      | 54      | 17     | 12     | 70.6 | 25      | 23      | 92.0  | 0      |
| 1980      | Seattle Seahawks | 16  | 93     | 0      | 50      | 31     | 20     | 64.5 | 33      | 33      | 100.0 | 0      |
| 1979      | Seattle Seahawks | 16  | 100    | 0      | 49      | 23     | 19     | 82.6 | 46      | 43      | 93.5  | 0      |
| 1978      | Seattle Seahawks | 16  | 79     | 0      | 48      | 21     | 13     | 61.9 | 44      | 40      | 90.9  | 0      |
| 1977      | Dallas Cowboys   | 14  | 93     | 0      | 52      | 29     | 18     | 62.1 | 41      | 39      | 95.1  | 0      |
| 1976      | Dallas Cowboys   | 14  | 88     | 0      | 46      | 23     | 18     | 78.3 | 34      | 34      | 100.0 | 0      |
| 1974      | Dallas Cowboys   | 11  | 57     | 0      | 39      | 13     | 8      | 61.5 | 33      | 33      | 100.0 | 0      |
| TOTAL     |                  | 106 | 604    | 0      | 54      | 171    | 116    | 67.8 | 268     | 256     | 95.5  | 0      |